# Strypfläns
Strypfläns är en förträngning i ett rör, som orsakar en sammandragning (vena contracta) av den strömmande vätskan när den har passerat strypflänsen. Genom att mäta upp det statiska trycket både strax innan strypflänsen och strax efter strypflänsen, kan flödet beräknas enligt följande ekvation:
{\displaystyle q=\mu \cdot A_{0}\cdot {\sqrt {\dfrac {2\cdot \left({\dfrac {p_{1}-p_{2}}{\rho }}\right)}{1-\mu _{c}^{2}\cdot \left({\dfrac {d_{0}}{d_{1}}}\right)^{4}}}}}
där
q = Flöde (m³/s)
ц = Koefficient för strypflänsens totala höjdförluster (-)
A0 = Inre tvärsnittsarea vid strypflänsen (m²)
p1 = Statiskt tryck strax före strypflänsen (Pa)
p2 = Statiskt tryck strax efter strypflänsen (Pa)
ρ = Fluidens densitet (kg/m3)
цc = Koefficient för höjdförlusten vid vena contracta (-)
d0 = Innerdiametern i strypflänsen (m)
d1 = Innerdiametern strax före strypflänsen (m)
Om man istället avläser den statiska tryckskillnaden med en piezometerring på strax före och strax efter strypflänsen, samt använder en manometervätska för avläsningen, så ser flödesekvationen ut enligt följande:
{\displaystyle q=\mu \cdot A_{0}\cdot {\sqrt {\dfrac {2\cdot g\cdot h_{m}\cdot \left({\dfrac {\rho _{m}}{\rho }}-1\right)}{1-\mu _{c}^{2}\left({\dfrac {d_{0}}{d_{1}}}\right)^{4}}}}}
där
q = Flöde (m³/s)
ц = Koefficient för strypflänsens totala höjdförluster (-)
A0 = Inre tvärsnittsarea vid strypflänsen (m²)
g = Tyngdacceleration (m/s2)
hm = Avläst höjdskillnad mellan punkt 1 och punkt 2 (meter vätskepelare)
ρm = Manometervätskans densitet (kg/m3)
ρ = Fluidens densitet (kg/m3)
цc = Koefficient för höjdförlusten vid vena contracta (-)
d0 = Innerdiametern i strypflänsen (m)
d1 = Innerdiametern strax före strypflänsen (m)
För att erhålla rätt avläsning, bör rörledningen vara rak i åtminstone 30 diametrars längd uppströms strypflänsen. Dessutom bör man välja en strypfläns som är tillräckligt smal, för att förlustkoefficienten ц ska bli oberoende av fluidens reynoldstal. Förlustkoefficienterna ц och цc får bestämmas experimentellt, vilket kan vara knepigt.